# Gang des ripoux de Lyon
Ne doit pas être confondu avec Affaire Loiseau.
Le gang des policiers ripoux de Lyon désigne une association de malfaiteurs constituée de policiers lyonnais en exercice, à l'origine d'une soixantaine de vols à mains armées et trois homicides commis en bande organisée dans la région lyonnaise entre juin 1985 et novembre 1990,,,. Outre l'appartenance au corps de la police nationale d'au moins cinq d'entre eux, la particularité du modus operandi de leurs attaques sérielles était l'usage de masques de vieillards ou de politiciens, le plus souvent contre des établissements proposant le système du pari mutuel urbain. Ces attaques ont rapporté près de 24 millions de francs au réseau de malfaiteurs. Conjuguée à sa portée médiatique, cette affaire atypique est considérée comme la plus extraordinaire enquête menée par la brigade antigang du commissaire Michel Neyret.

## Genèse du gang

### Un noyau dur de trois individus
D'abord désignée par la police judiciaire comme le « gang des PMU » pour ses ciblages spécifiques, cette bande organisée a émergé par le biais de deux policiers charismatiques et manipulateurs : Michel Lemercier, sous-brigadier de police, et Don-Jean Giovanetti, enquêteur de police, tous deux affectés au commissariat de police du 3e arrondissement de Lyon, situé 213, rue Garibaldi au pied de la tour de la Part-Dieu. Les deux policiers se sont associés à un malfaiteur originaire de Décines, fiché au grand banditisme lyonnais pour vols, escroqueries et proxénétisme : Alain Chemedikian, plâtrier-peintre de profession.
C'est au cours de l'année 1985, par l'entremise de connaissances, que ce dernier participe à des travaux dans la résidence secondaire ardéchoise de Giovanetti à Vals-les-bains. Ces derniers sympathisent et leurs conversations douteuses les mènent à spéculer sur les faiblesses entourant la protection des recettes des établissements PMU, jusqu'à transgression de l'interdit dans la préparation de vols à main armée, après avoir persuadé et mis Lemercier dans la confidence,. Le statut d'enquêteur de Giovanetti permet au gang de cibler les PMU équipés de coffres-forts.

### Nouveaux recrutements dont trois policiers
À mesure des coups réalisés le trio apprend que la police judiciaire surveille les établissements PMU convoités et projette de s'attaquer aux commerces de moyennes surfaces. Il enrôle de nouveaux complices comme Dominique Delagrée, beau-frère de Chemedikian et braqueur expérimenté, et des petits caïds comme Hugues Giubbi, Nourredine Khamla, Frédéric Gonin.
Selon les opportunités, le trio originel enrôle également d'autres policiers succombant à l'appât du gain, que la presse décrit comme « malmenés par la dépression, les crises conjugales ou la banqueroute » : Laurent Féminier, Richard Durastante, tous deux inspecteurs de police, Guy Nicolaï, enquêteur de police, tous ayant travaillé dans le même service à la Part-Dieu avant de récentes mutations.  Il embauche des complices parfois insoupçonnables, comme Jean-Jacques Zartarian, employé des pompes funèbres et candidat aux élections municipales de la ville de Décines ; ou Alain Erard, un employé modèle de la Société Générale travaillant au siège du 3e arrondissement, qu'il persuade de livrer des informations sur certaines succursales de la ville.

## Principales attaques à mains armées attribuées au gang
- 23 juin 1985 : Attaque à main armée du bar PMU Au Bon Coin dans le 8e arrondissement de Lyon. Le gérant est frappé à coups de crosse de fusil. Premier fait d'arme du gang attribué à Lemercier et Chemedikian. Butin : 130 000 francs[4]. Pendant une année, les braquages de PMU vont se succéder à rythme soutenu.
- 1986 : Attaque à main armée d'un centre commercial E.Leclerc à Beynost. Nicolaï cesse pour un temps ses activités à cette deuxième participation. Il est remplacé par un collègue endetté : Durastante[4].
- 18 octobre 1987 : Attaque à main armée de la station-service Esso à Décines. Un blessé grave. Zartarian cesse ses activités avec le gang après ce coup[4].
- 1er décembre 1987 : Montés à bord d'un véhicule volé, les malfaiteurs sont pris dans une fusillade avec un équipage de police à Décines. Durastante abandonne le gang à cet instant, tandis que Delagree le rejoint[4].
- 31 décembre 1987 : Attaque à main armée du café PMU Aux Transporteurs à Genas. Un témoin est abattu. La participation à ce hold-up meurtrier par le trio Lemercier-Chemedikian-Delagrée était démontrée à l'instruction. En outre, un témoin certifie qu'un malfaiteur portait un pantalon d'uniforme de policier. Le gang cesse ses activités criminelles pour une année.
- 28 janvier 1989 : Attaque à main armée par trois malfaiteurs d'un convoi de fonds de la société Transvaal près du centre commercial E.Leclerc de Firminy. Les convoyeurs Freddy Bonneau et Alain Monnier sont abattus. Butin : 630 000 francs La participation du trio Lemercier-Chemedikian-Delagrée à ce hold-up meurtrier était démontrée à l'instruction. Surnommé Tête de chien dans le milieu à cause de sa morphologie très particulière et d'une claudication bien visible[12], Chemedikian sera confondu par des témoins[1],[13].
- Neuf nouvelles agressions sont commises dans le courant de l'été 1990, jusque dans le Doubs, en Savoie et le territoire de Belfort. À l'automne, le gang fonctionne « en tiroirs » : Lemercier recrute Giubbi et forme un binôme.
- 19 septembre 1990 : Attaque à main armée contre une agence bancaire de la Société Générale à Bron, avec une complicité interne. L'instruction démontre l'implication de Féminier, Lemercier, Khamla, Gonin, Giubbi et Erard dans cette expédition.
- 10 novembre 1990 : Attaque à main armée contre un supermarché E.Leclerc à Saint-Marcellin. Un vigile est blessé par balle à la tête. Les malfaiteurs Chemedikian-Delagrée, sous surveillance policière, sont repérés au retour de leur méfait à Décines. Les policiers poursuivent la surveillance deux jours durant jusqu'au dernier coup où les policiers véreux vont participer.
- 12 novembre 1990 : Attaque à main armée et séquestration de l'agence bancaire de la Société Générale de la Place des Pavillons dans le 7e arrondissement de Lyon. Le directeur de l'agence est d'abord enlevé à son domicile par quatre malfaiteurs parmi lesquels Lemercier et Giovanetti. Restée sous bonne garde, l'épouse de la victime est menacée de mort en cas de rébellion. Le dispositif policier permet l'interpellation de l'ensemble des malfaiteurs à l'issue de ce méfait[1].

## Enquête, arrestations et condamnations

### La piste des fausses plaques d'immatriculation
La brigade de recherche et d'intervention de la police judiciaire de Lyon, emmenée par le commissaire Michel Neyret, parvient à sceller un premier maillon à partir des recherches effectuées sur les fausses plaques d'immatriculation utilisées sur les véhicules des malfaiteurs, issues d'une seule et même matrice. Investiguant méthodiquement les sociétés fabriquant des plaques dans la région, les enquêteurs cernent le profil intéressant d'un mécanicien : Dominique Delagrée, lequel est employé chez Gobillot à Villeurbanne. Explorant son environnement, ils le relient au beau-frère, Alain Chemedikian, dont le signalement atypique, rapporté par des témoins, le confond dans plusieurs agressions. À leur grande stupeur, les enquêteurs remontent, au fur et à mesure des filatures et écoutes effectuées, la piste des policiers véreux du 3e arrondissement de Lyon. Ils font le rapprochement avec le braquage meurtrier de Genas où un pantalon de policier était porté par l'un des malfaiteurs. Certains des policiers n'attendaient même pas leur fin de service pour effectuer des repérages ou commettre leurs méfaits.
L'enquête est à présent sensible, mais elle a déjà beaucoup avancé : le « gang des PMU » devient le « gang des policiers ripoux de Lyon ». Deux juges d'instruction sont saisis de ce dossier colossal, Mme Revol près le tribunal de Saint-Étienne et Mr Péju près le tribunal de Lyon, et les cinq policiers impliqués sont aussitôt suspendus de leurs fonctions. Le gang est démantelé au terme d'une surveillance accrue réalisée pendant leurs deux dernières expéditions criminelles (voir section ci-dessus), qui permet de matérialiser l'association de malfaiteurs. À la suite des interpellations successives, les perquisitions sont fructueuses : vingt-sept armes et leurs munitions, des postiches et matériels utilisés pendant les agressions sont appréhendés.

### Un commissariat sous le choc
L'affaire des ripoux de Lyon jette inévitablement l’opprobre et la consternation dans la police lyonnaise mais éclabousse toute l'institution policière.
Pendant cinq ans, un groupe criminel composé de policiers a pu organiser une soixantaine de braquage sans attirer l'attention de la hiérarchie policière et un commissariat devenir le « centre de recrutement » de « braqueurs assermentés ». Les policiers incriminés étaient en outre bien notés par leurs supérieurs. Le commissariat de la Part-Dieu, fort d'une soixantaine d'effectifs en tenue et d'une vingtaine en civil, était commandé de 1982 à 1987 par le commissaire Léonard Roudeau. L'audit réalisé pendant l'instruction par l'inspection générale de la police nationale a révélé de graves manquements, soulignant une explosion de la criminalité sur le secteur en cinq ans et parallèlement une baisse de l'activité de l'unité de police judiciaire administrative où étaient affectés les policiers véreux.
Plus surprenant, Lemercier était le chauffeur attitré du commissaire jusqu'à sa mutation. Le malfaiteur était par la suite positionné en congé maladie pour un an. L'enquête fait ressortir que le commissaire, au fait de l'existence d'une possible association de malfaiteurs au sein de son service, était menacé par Lemercier de chantage à partir de photos compromettantes de son épouse. Réfugié dans l'alcool après des déboires familiaux, il aurait abandonné toute idée de commandement, plongeant le commissariat dans un environnement de décrépitude morale. Le commissaire Roudeau mettait fin à ses jours en 1991.

### Condamnations
Le procès se tient à la cour d'assises du Rhône présidée par le juge Yvette Vilvert durant sept semaines. Quatorze individus, dont les cinq policiers révoqués, se trouvent dans le box des prévenus. Le verdict prononcé le vendredi 23 février 1996 ne laisse apparaître aucune clémence. Lemercier et son complice Chemedikian sont condamnés à la réclusion criminelle à perpétuité avec une mesure de sûreté de dix-huit ans pour le premier accusé. Les autres policiers Giovanetti, Féminier, Nicolaï et Durastante sont condamnés respectivement à vingt ans de réclusion pour le premier et onze ans pour les trois autres. Lemercier mettra fin à ses jours durant sa détention.

## Affaires similaires lyonnaises

### Les ripoux de Meyzieu
Un autre cas similaire d'association de malfaiteurs policiers était déjoué à Lyon sans lien avec cette affaire. Le jeudi 18 avril 1991, quatre gardiens de la paix du commissariat de police de Meyzieu, en service et en tenue, étaient surpris en flagrant délit de cambriolage dans un commerce de textiles de la même commune. L'équipe était également composée de l'épouse d'un des policiers, mais également d'un sapeur-pompier accompagné de son épouse. Elle opérait en véhicule de service pour tenter de passer inaperçue. Finalement, cinq policiers de Meyzieu sont inculpés pour « association de malfaiteurs, vols avec effraction en réunion » et écroués. Ils étaient soupçonnés d'avoir commis plusieurs cambriolages pendant leurs rondes nocturnes.